# Lovas, Madžarska
Lovas je vas na Madžarskem, ki upravno spada pod podregijo Balatonalmádi Županije Veszprém.